# Mycena interrupta
Mycena interrupta es una especie de hongo basidiomicetos de la familia Mycenaceae. 

## Características
La forma del sombrero (píleo) es como la de una sombrilla, su color es blanquecino a celeste, su tallo es blanco. Se los encuentra en Australia, Nueva Zelanda, Nueva Caledonia y Chile. En Australia se encuentra en Victoria, Tasmania, Nueva Gales del Sur y en Queensland donde su distribución se limita al Parque Nacional Lamington. Crece entre los desechos de ramas y hojas de los eucaliptos.
A diferencia de otros Mycena, M. interrupta no es bioluminiscente.